# دانا لويس
دانا لويس (16 أكتوبر 1949 في الولايات المتحدة - ) (بالإنجليزية: Dana Lewis)‏ هو لاعب كرة سلة أمريكي في مركز الوسط.

## وصلات خارجية
- دانا لويس على موقع سبورتس رفرنس (الإنجليزية)
- دانا لويس على موقع كلية كرة السلة في سبورتس رفرنس.كوم (الإنجليزية)
- دانا لويس على موقع ريلجم (الإنجليزية)